# Pegmatitgrat
Der Pegmatitgrat ist ein Gebirgsgrat im ostantarktischen Viktorialand. In den Concord Mountains ragt er im westlichen Teil der Everett Range auf.
Wissenschaftler der deutschen Expedition GANOVEX I (1979–1980) benannten ihn. Namensgebend ist das hier vorherrschende Pegmatitgestein.